# Khammam (huyện)
Huyện Khammam là một huyện thuộc bang Telangana, Ấn Độ. Thủ phủ huyện Khammam đóng ở Khammam. Huyện Khammam có diện tích 16029 ki lô mét vuông. Đến thời điểm năm 2001, huyện Khammam có dân số 2565412 người.

## Hành chính
HUyện phân thành 2 phó huyện (Kallur và Khammam.) và 21 mandal. Lokesh Kumar is the present collector of the district. Các mandal Chinturu, Kunavaram, Nellipaka và Vararamachandrapuram trực thuộc trước đây được sáp nhập vào huyện East Godavari.
| S.No. | Phó huyện Khammam     | S.No. | Phó huyện Kalluru |
| ----- | --------------------- | ----- | ----------------- |
| 1     | Bonakal               | 16    | Kalluru           |
| 2     | Chinthakani           | 17    | Thallada          |
| 3     | Raghunathapalem (New) | 18    | Enkuru            |
| 4     | Khammam (rural)       | 19    | Penuballi         |
| 5     | Khammam               | 20    | Sathupally        |
| 6     | Konijerla             | 21    | Vemsoor           |
| 7     | Kusumanchi            |       |                   |
| 8     | Madhira               |       |                   |
| 9     | Mudigonda             |       |                   |
| 10    | Nelakondapalli        |       |                   |
| 11    | Kamepalli             |       |                   |
| 12    | Singareni             |       |                   |
| 13    | Thirumalayapalem      |       |                   |
| 14    | Wyra                  |       |                   |
| 15    | Yerrupalem            |       |                   |